# Multiconjunto
En matemáticas un multiconjunto (también llamado bolsa o bag) difiere de un conjunto en que cada miembro del mismo tiene asociada una multiplicidad (un número natural), indicando cuántas veces el elemento es miembro del conjunto. Por ejemplo, en el multiconjunto { a, a, b, b, b, c }, las multiplicidades de los miembros a, b, y c son 2, 3, y 1, respectivamente. Para evitar confusión debiera escribirse: <a,a,b,b,b,c>
Richard Dedekind ya usaba el término multiconjunto en un artículo publicado en 1888.

## Definición formal
En teoría de conjuntos, un multiconjunto se define como un conjunto en el que cada elemento es un par (A, m) donde A es un conjunto y m : A → {\displaystyle \mathbb {N} } es una función de A a {\displaystyle \mathbb {N} } (números naturales). A se conoce como el conjunto subyacente de elementos. Para cada a de A, la multiplicidad de a es el número m(a).
Es común escribir la función m como un conjunto de pares ordenados {(a, m(a)) : a ∈ A}. Siendo esta, sin duda, la definición (utilizando teoría de conjuntos) de la función m. Por ejemplo:
- El multiconjunto escrito como {a, b, b} se define como {(a, 1), (b, 2)},
- El siguiente {a, a, b}, por su parte, se define como {(a, 2), (b, 1)}, y
- Finalmente, el multiconjunto {a, b} se define como {(a, 1), (b, 1)}.

Si el conjunto A es finito, el tamaño o longitud del multiconjunto (A, m) es la suma de todas las multiplicidades para cada elemento de A:
{\displaystyle \sum _{a\in A}m(a).}
Un submulticonjunto (B, n) del multiconjunto (A, m) es un subconjunto B ⊆ A y una aplicación n : B → N tal que n(a) ≤ m(a).

## Ejemplos
Uno de los ejemplos más simples es el multiconjunto de los factores primos de un número n.
El conjunto subyacente de elementos, en este caso, es el conjunto de divisores primos de n. Por ejemplo, para el número 120 obtenemos la factorización:{\displaystyle 120=2^{3}3^{1}5^{1}}, que resulta el multiconjunto {2, 2, 2, 3, 5}.
Otro ejemplo conocido es el multiconjunto de soluciones de una ecuación algebraica. Una ecuación cuadrática, por ejemplo, tiene dos soluciones; aunque en algunos casos, ambas pueden ser el mismo número.
Así, el multiconjunto de soluciones de una ecuación cuadrática puede ser { 3, 5 }, pero también { 4, 4 }. En este último, la solución 4 tiene multiplicidad 2.